# Gorlice (Vyšehrad)
Gorlice je podzemní sál v kasematech uvnitř hradeb pražského Vyšehradu. Nachází se v severovýchodním, 33. bastionu, na východ od Cihelné brány. Sál je zaklenutý valenou klenbou vysokou 13 metrů a má plochu asi 330 m². Původně sloužil jako shromaždiště vojska a sklad zásob a munice. Gorlice byla veřejnosti zpřístupněna po rekonstrukci v 90. letech 20. století. Prostor se využívá pro výstavy a divadelní představení.

## Sochy z Karlova mostu
Značné rozměry sálu a stabilní klimatické podmínky byly využity k uložení některých originálů soch a sousoší z Karlova mostu. Další sochařská díla z mostu se nachází v Lapidáriu Národního muzea a některých venkovních místech v Praze.
V Gorlici jsou uloženy následující barokní originály:

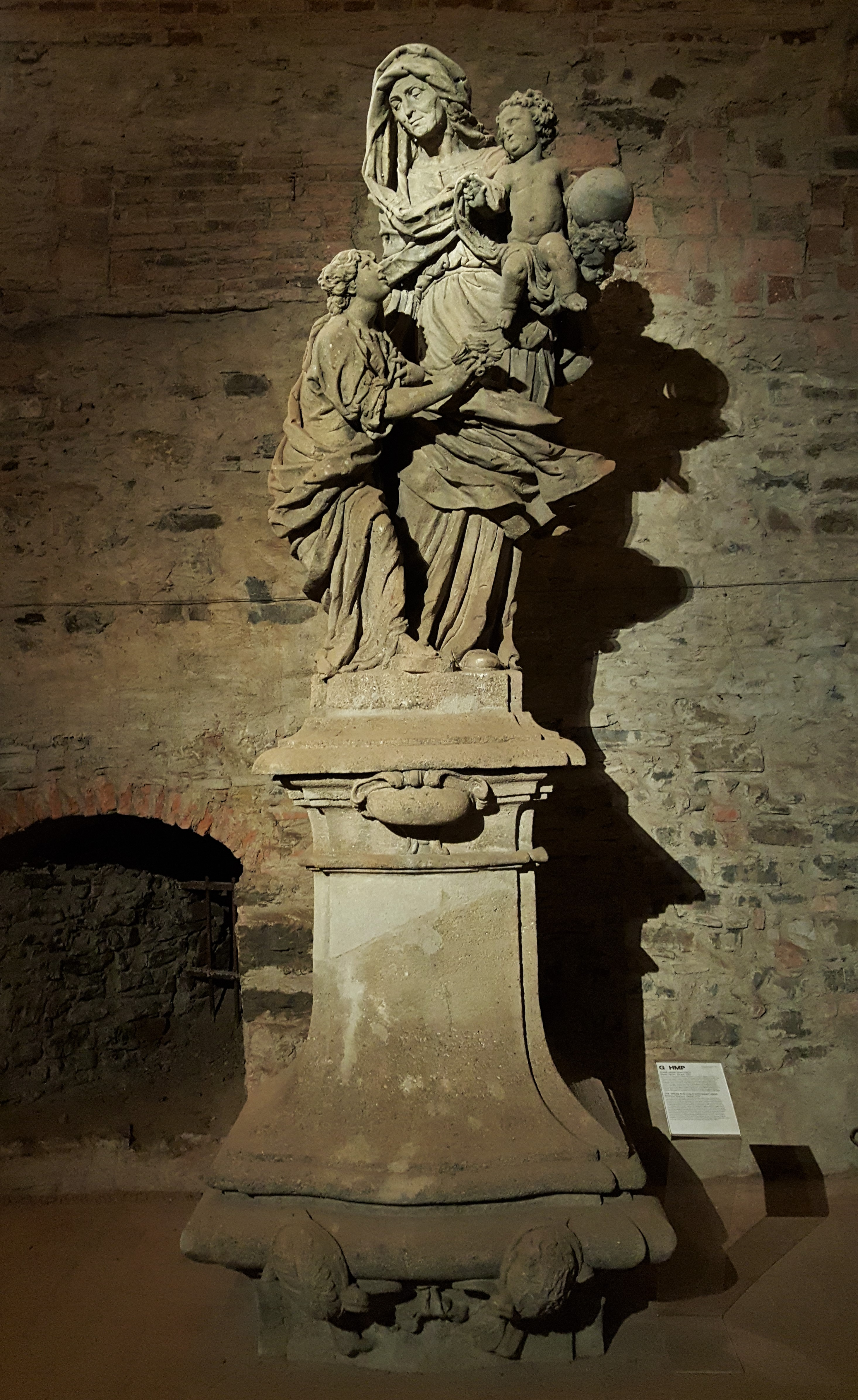
Svatá Anna, Matěj Václav Jäckel (1707)
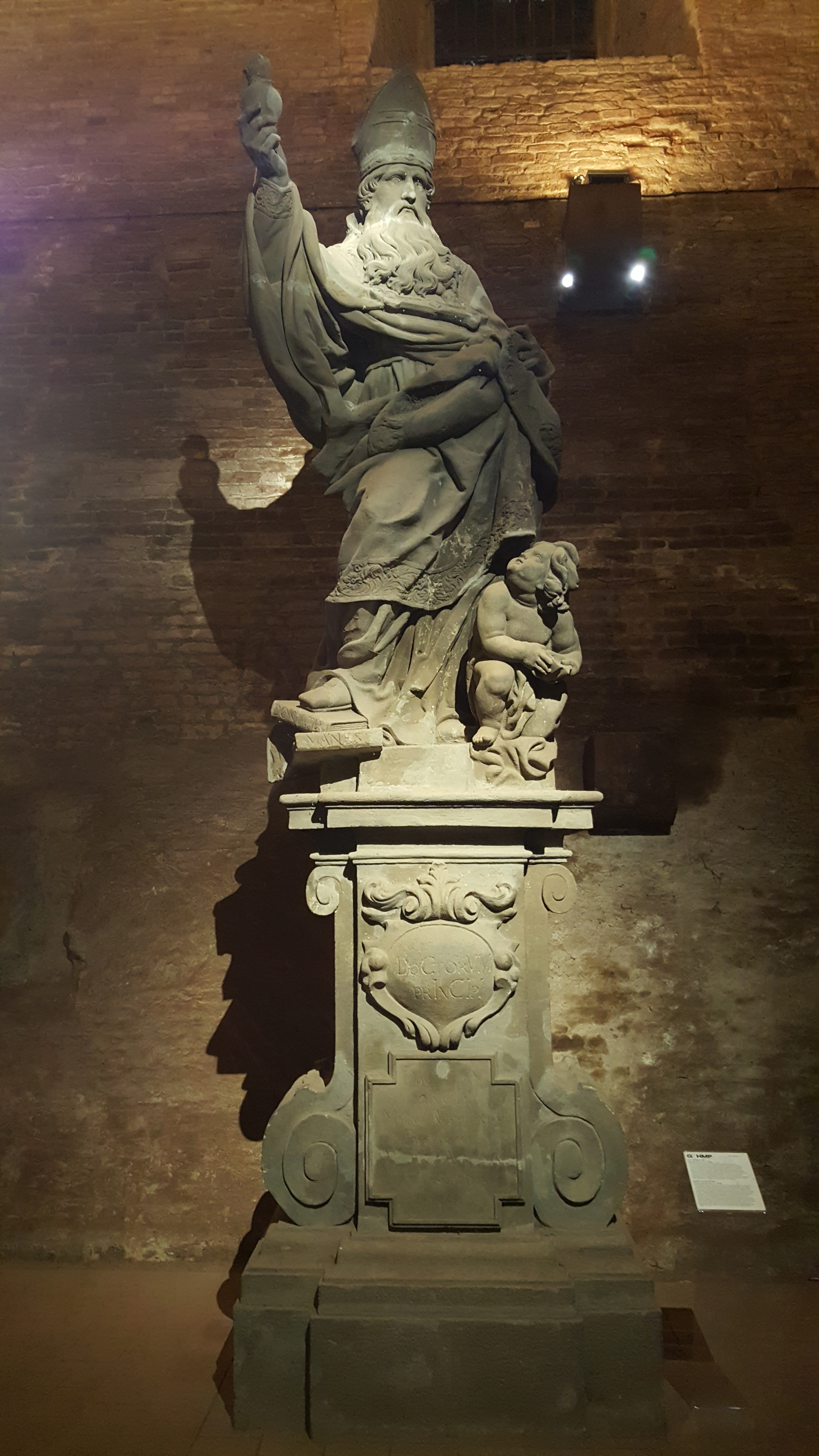
Svatý Augustin, Jeroným Kohl nebo Jan Bedřich Kohl-Severa (1708)
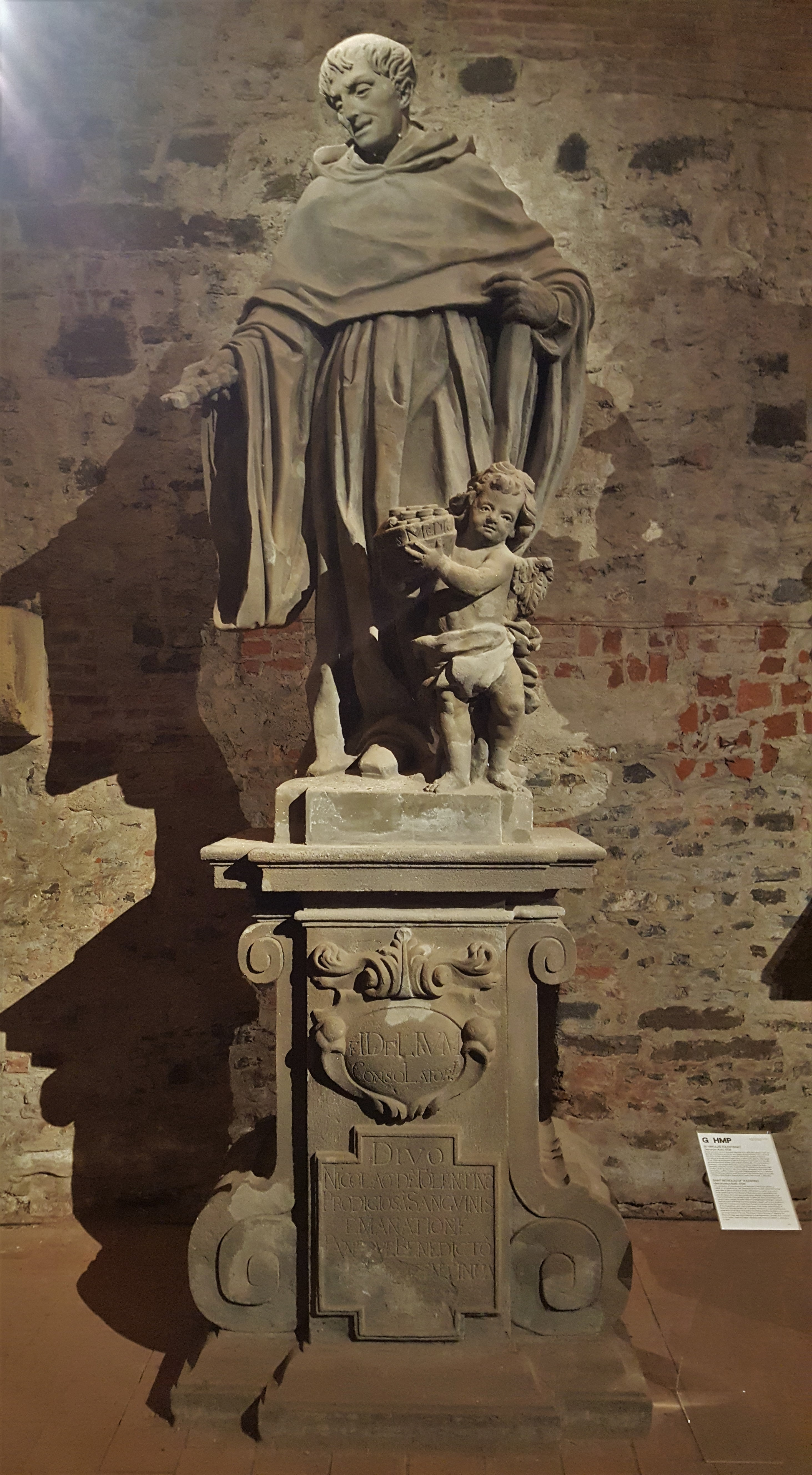
Mikuláš Tolentinský, Jeroným Kohl nebo Jan Bedřich Kohl-Severa (1708)
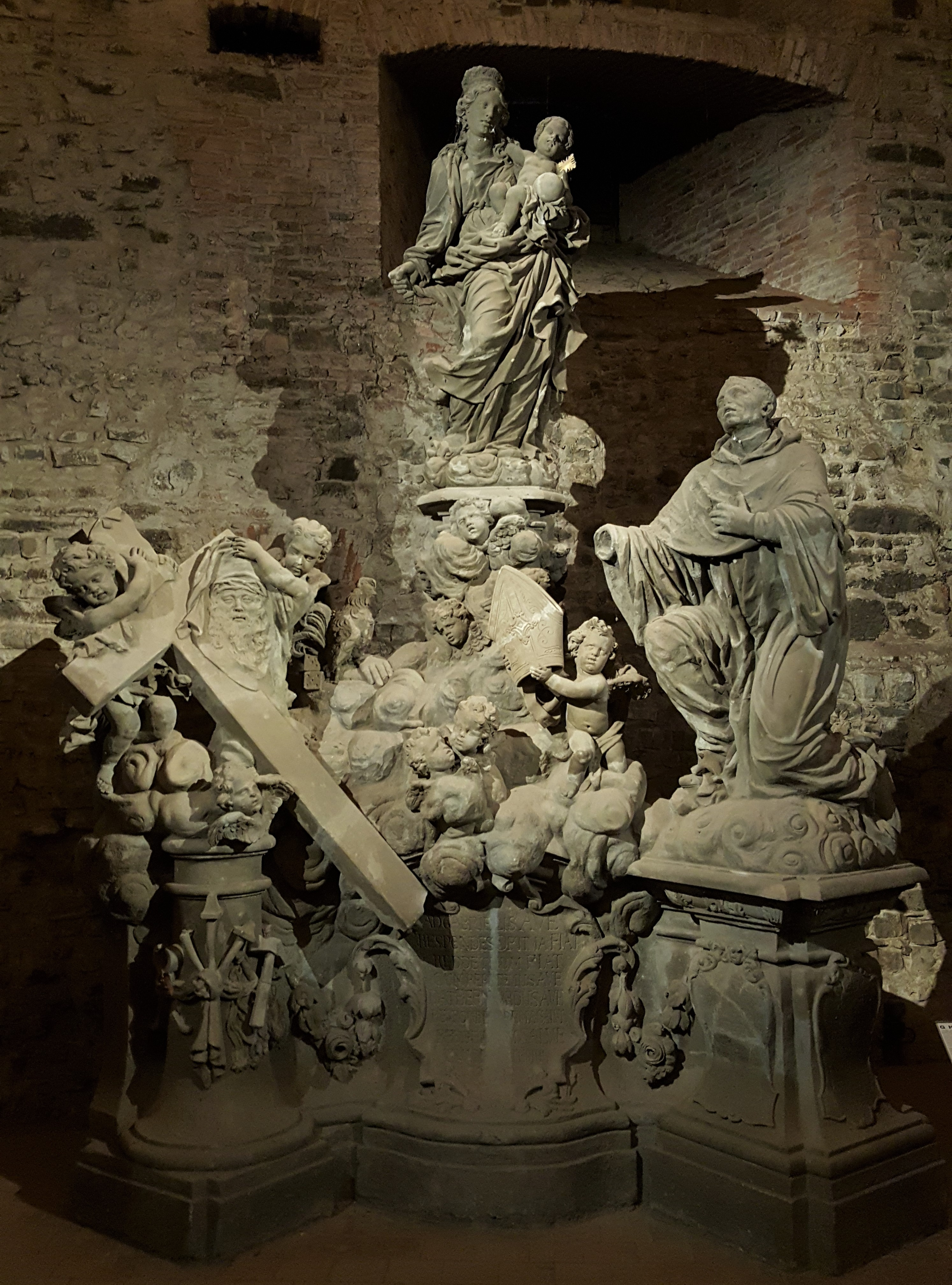
Madona se sv. Bernardem, Matěj Václav Jäckel (1709)
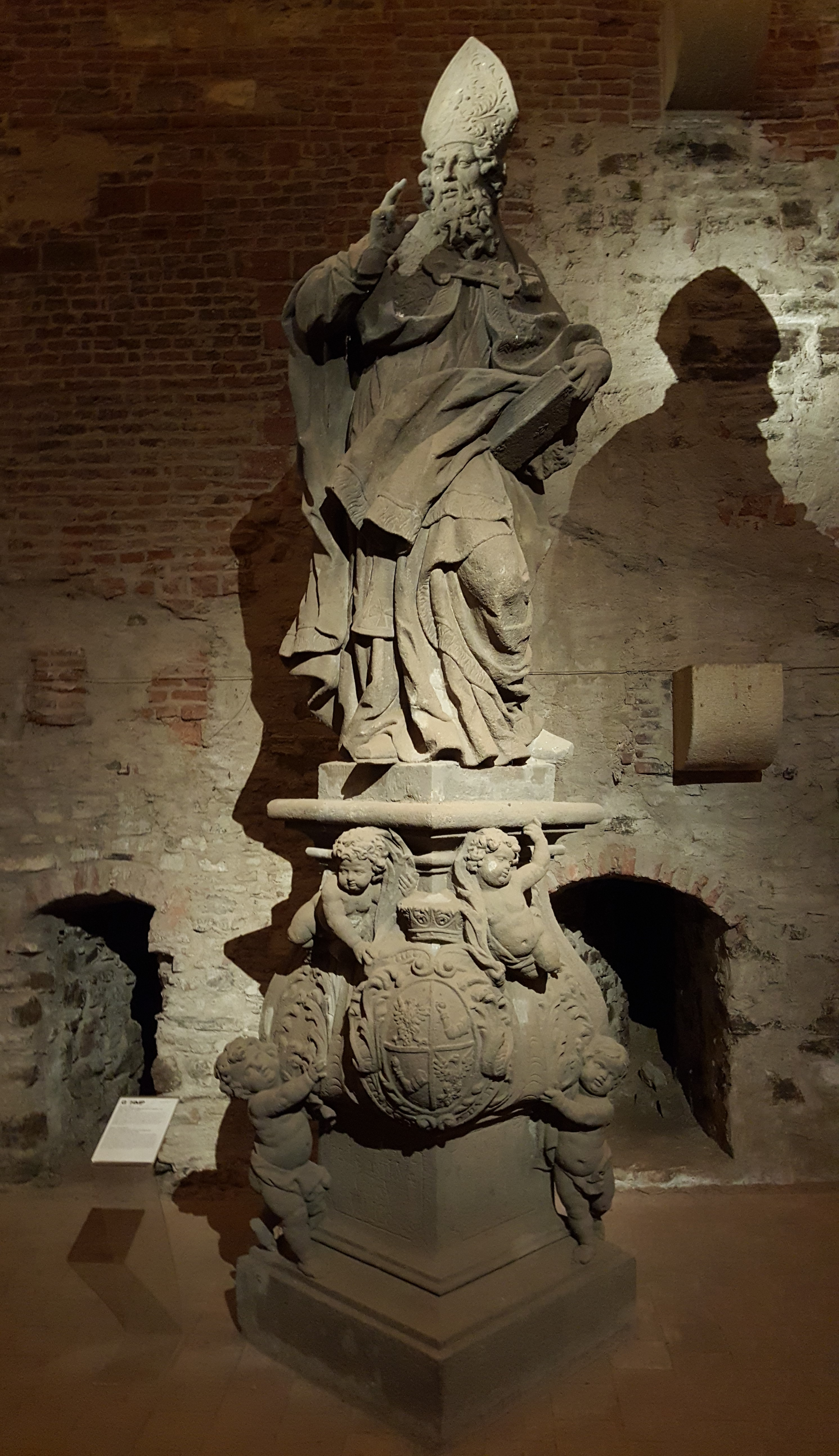
Svatý Vojtěch, Ferdinand Maxmilián Brokoff (1709)
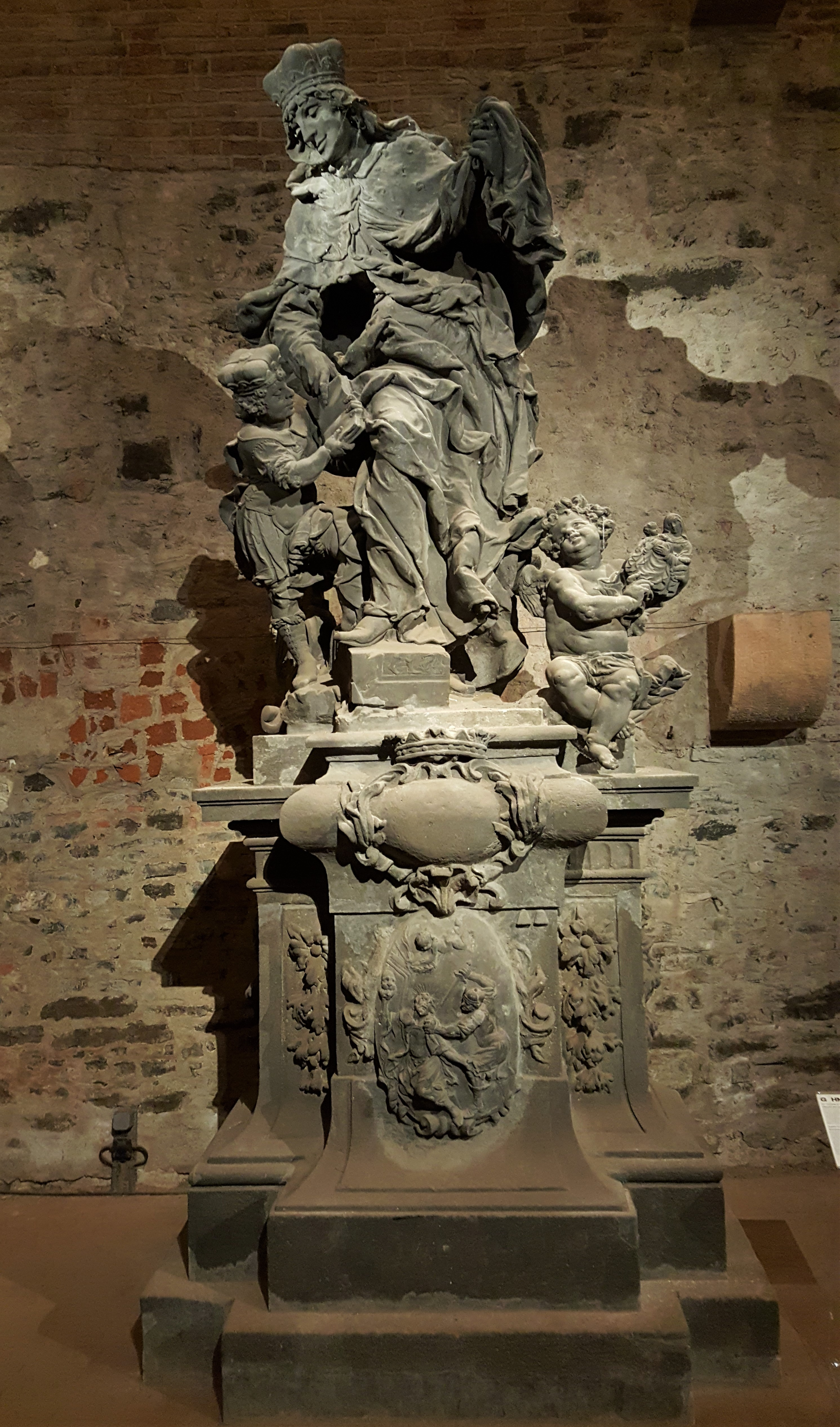
Svatá Ludmila s malým Václavem, Matyáš Bernard Braun (kol. 1729)

Na Karlově mostě jsou osazeny kopie těchto soch: Madona na prvním staroměstském pilíři, Anna na čtvrtém pilíři, Ludmila s Václavem uprostřed mostu naproti Janu Nepomuckému, kde nahradili starší sousoší sv. Václava s anděli, které je vystaveno v Lapidáriu. Augustin, Mikuláš Tolentinský a Vojtěch se nacházejí v části mostu nad Kampou.